# Umerziehungslager in Xinjiang
Die Umerziehungslager in Xinjiang (chinesisch 再教育营, Pinyin Zàijiàoyùyíng, amtlich 职业技能教育培训中心,  Zhíyè Jìnéng Jiàoyù Péixùn Zhōngxīn – „Zentrum zur beruflichen Qualifizierung und Ausbildung“, uigurisch قايتا تەربىيەلەش لاگېرلىرى Qayta terbiyelesh lagérliri) sind von der Volksrepublik China (VR China) organisierte, insbesondere auf die uigurische und andere in Xinjiang lebende muslimische Minderheiten ausgerichtete Internierungseinrichtungen in der Uigurischen Autonomen Region Xinjiang.

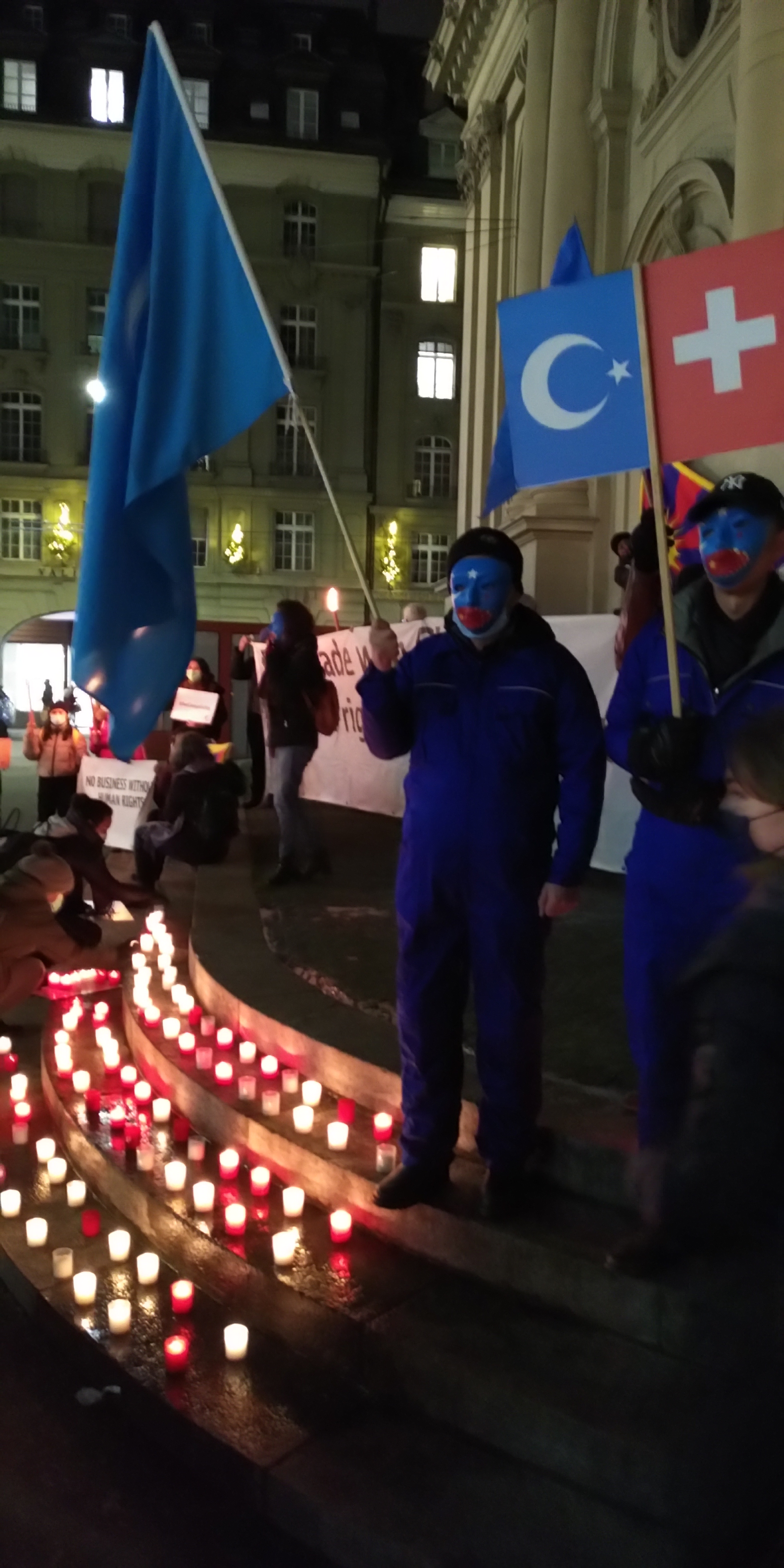
Mahnwache gegen Menschenrechtsverletzungen in Xinjiang (in Bern, Schweiz, 2020)

Das System bzw. Programm zur Assimilation wurde im Anschluss an entsprechende öffentliche Verkündungen durch den Generalsekretär und „Überragenden Führer“ Xi Jinping auf Geheiß von Parteisekretär Chen Quanguo im Jahr 2014 begonnen. Offiziell halten die örtlichen Behörden verdächtige Uiguren und andere ethnische Minderheiten in diesen Einrichtungen fest, um „religiöser Radikalisierung“ und „Extremismus“ entgegenzuwirken. Die Umerziehung ist neben dem Arbeitskräfte-Transferprogramm (einem Programm zur Zwangsarbeit) eines von zwei staatlichen Programmen zur Unterdrückung der Bevölkerung in Xinjiang.
Es wird geschätzt, dass die chinesischen Behörden ab dem Jahr 2018 Tausende bis Millionen von Uiguren, Kasachen, Kirgisen, Hui-Chinesen und Muslime anderer Ethnien sowie Christen, darunter auch einige ausländische Staatsbürger, festgenommen haben und diese in der gesamten Region teilweise unter menschenunwürdigen Bedingungen in zahlreichen Lagern willkürlich interniert sind. Laut ehemaligen Gefangenen sind die Teilnehmer in den Umerziehungslagern psychischem, teils auch körperlichem Missbrauch und Folter ausgesetzt. Es gab auch mehrere Berichte von Medien, Politikern und Forschern, in denen die Lager mit der Kulturrevolution unter Mao Zedong verglichen wurden, welche sich dieses Mal ausschließlich gegen ethnische und religiöse Minderheiten richtet.
Im November 2019 wurden im Rahmen der China Cables Regierungsdokumente veröffentlicht, die das systematische Ausmaß des Unterdrückungs- und Internierungssystems belegen. Den internen Dokumenten zufolge wurden und werden die meisten Insassen ohne Gerichtsverfahren zur Umerziehung in den Einrichtungen ca. ein Jahr festgehalten. Dort sollen sie ihrer Religion abschwören und stattdessen die Ideologie der Kommunistischen Partei Chinas übernehmen sowie eine berufliche Ausbildung erhalten.
Unterdessen versucht die Volksrepublik ein positives Bild von den „Bildungseinrichtungen“ zu vermitteln und gewährte der BBC Zugang zu einer Einrichtung, über deren Besichtigung diese im Juni 2019 berichtete.
Der deutsche Anthropologe Adrian Zenz spricht von Zwangsassimilation oder einem „kulturellen Genozid“ und einer „systematische[n] Internierung einer ganzen ethno-religiösen Minderheit“. 2018 veröffentlichte Zenz einen Bericht, demzufolge eine Million Muslime in Umerziehungslagern interniert seien und der im August selbigen Jahres von dem Menschenrechtsausschuss der Vereinten Nationen zitiert wurde. Dabei würden Erwachsene und Kinder systematisch voneinander getrennt; letztere wüchsen somit getrennt von ihren Eltern in Internaten auf. Auch nach der Entlassung aus den Internierungslagern seien ehemalige Insassen weiter der Bespitzelung und elektronischen Überwachung durch die VR China ausgesetzt.
Ende Juni 2020 wurde erstmals über systematische Sterilisierungen und Schwangerschaftsabbrüche an Uiguren und anderen muslimischen Minderheiten in den Lagern berichtet.
Am 31. August 2022 veröffentlichte die UN-Menschenrechtskommission dazu einen 48 Seiten umfassenden Bericht. Darin wird „in bemerkenswerter Klarheit“ über die bekanntgewordenen „glaubwürdigen“ Tatsachen geurteilt. Die Autoren  werfen der chinesischen Regierung „schwere Menschenrechtsverletzungen“ und „insbesondere Verbrechen gegen die Menschlichkeit“ vor.

## Vorgeschichte und Implementierung

### Xinjiang-Konflikt
Seit jeher war die Furcht vor dem Macht- und Bedeutungsverlust bzw. das Streben nach Selbsterhalt in China wesentlicher Faktor für die Propagandaprogramme der Kommunistischen Partei. Dort wo das Ziel, die chinesische Bevölkerung für die ideologischen Ziele der Einheitspartei zu gewinnen, misslang, wurde versucht, die Lebensgewohnheiten der Menschen im Land zu diktieren und sie somit zu assimilieren – beispielsweise durch antireligiöse (hauptsächlich anti-islamische und anti-christliche) Kampagnen, da die Volksrepublik China offiziell für Atheismus beziehungsweise den chinesischen Volksglauben eintritt. So wurden bspw. zu Zeiten Mao Zedongs, der China de facto bis zu seinem Tod im Jahr 1976 diktatorisch regierte, manche muslimisch geprägte Dörfer in Xinjiang gezwungen, Schweinefleisch zu essen.
In Xinjiang leben derzeit schätzungsweise 11 Millionen Uiguren. Sie strebten in der Vergangenheit mehrfach nach Unabhängigkeit von China, für das die Region, auch aufgrund des Projekts der Neuen Seidenstraße, von Bedeutung ist.
Vor rund 70 Jahren hatte die chinesische Führung begonnen, in Xinjiang Bodenschätze abzubauen und die Industrialisierung voranzutreiben. Die Wirtschaft wuchs, der Lebensstandard in der Provinz erhöhte sich – aber die ansässigen Uiguren profitierten wenig davon. Vorteile hatten vor allem die zugewanderten Han-Chinesen. All jene Faktoren führten unter den ethnischen Minderheiten, wie den Uiguren, langfristig zu der Bereitschaft für Aufstände gegen die bereits bestehende staatliche Repression.
2009 waren in der Stadt Ürümqi in Xinjiang bei Aufständen der Uiguren rund 200 Menschen gestorben, die meisten davon Han-Chinesen. Seit jenem Jahr stieg die Gewaltbereitschaft unter den Uiguren an. Im Jahr 2013 fuhr in Peking ein Auto in eine Menschenmenge; 2014 töteten Bewaffnete in Kunming 31 Menschen und verwundeten 143 weitere. Beide Taten wurden militanten Uiguren zugeschrieben.

### Amtszeiten von Wang Lequan und Zhang Chunxian

Übersicht der Anzahl von Ausschreibungen im Zusammenhang mit Umerziehung in Xinjiang

Sowohl vor als auch kurz nach den Unruhen in Ürümqi im Juli 2009 war Wang Lequan der Parteisekretär für die Region Xinjiang und erfüllte damit praktisch die höchste subnationale Politfunktion. Wang arbeitete an Modernisierungsprogrammen in Xinjiang, darunter dem für Industrialisierung, Ausbau des Handels, den Straßen- und Eisenbahnverkehr, Entwicklung von Kohlenwasserstoffen und Pipelines vom benachbarten Kasachstan nach Ostchina. Andererseits schränkte Wang die lokale Kultur und Religion ein, ersetzte die uigurische Sprache durch Hochchinesisch als Unterrichtsmedium an Grundschulen und verbot Regierungsangestellten (in einer Region, in der die Regierung ein sehr großer Arbeitgeber war) das Tragen von Bärten und Kopftüchern, Fasten und Beten bei der Arbeit. Verstöße dagegen wurden bestraft.
Im April 2010, nach den Unruhen in Ürümqi, wurde Wang Lequan von der Kommunistischen Partei durch Zhang Chunxian ersetzt. Dieser setzte die repressive Politik des Vorgängers fort. Im Jahr 2011 erklärte Zhang in einer Grundsatzrede, die Assimilation der Uiguren geschehe zugunsten der Zukunftsfähigkeit im gegenwärtigen Zeitalter. 2012 erwähnte er erstmals Kampagnen zum Thema „De-Extremifizierung“ und begann, „wilde Imame“ und „islamische Extremisten“ zu „behandeln“.
Im Jahr 2014 kündigten die chinesischen Behörden einen „Volkskrieg gegen den Terror“ an. Die lokale Regierung führte neue Beschränkungen ein und verbot „abnormale“ lange Bärte, das Tragen von Schleiern an öffentlichen Orten und Kindernamen mit Religionsbezug (zum Beispiel Muhammad oder Fātima) als Kampagne gegen islamischen Terrorismus.

### Amtszeit von Chen Quanguo

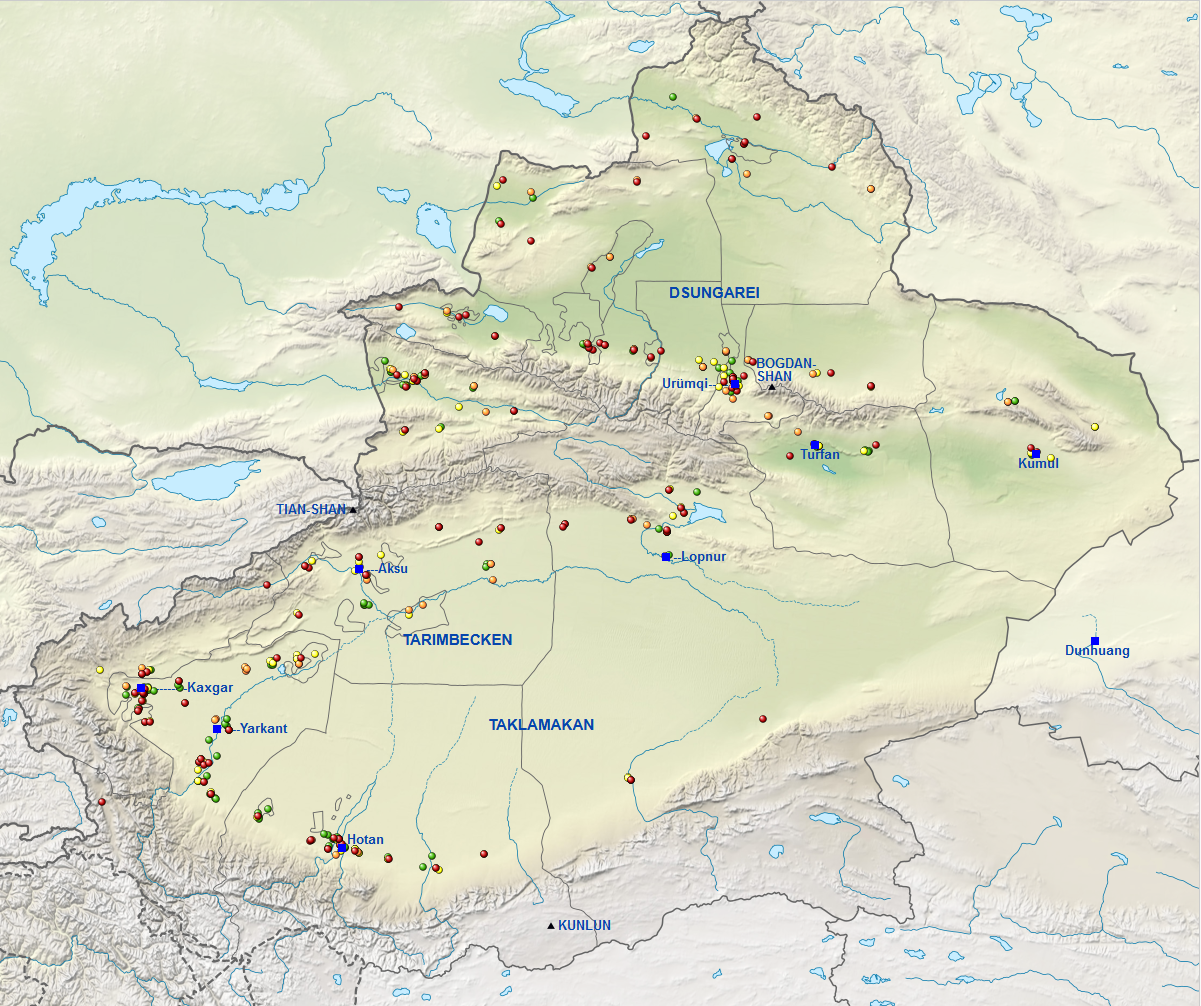
381 der mutmaßlichen Umerziehungs- und Hafteinrichtungen in Xinjiang, die seit 2017 erbaut oder erheblich erweitert wurden
(Quelle: ASPI-Studie Xinjiang Data Project, 24. September 2020)
Legende:
Umerziehungseinrichtung geringer Sicherheitsstufe
Umerziehungseinrichtung höherer Sicherheitsstufe
Hafteinrichtung
Gefängnis mit höchsten Sicherheitsvorkehrungen
Umerziehungs- oder Hafteinrichtung ohne Einordnung der Sicherheitsstufe
Gebirge
Stadt
Insgesamt identifizierte das Xinjiang Data Project aufgrund von Satellitenbildern 385, ganz Xinjiang überziehende Lager, die seit 2017 neu gebaut oder ausgebaut wurden. Auch die Deutsche Welle hat mit Stand vom 17. Februar 2020 eine Karte mit den geographischen Positionen von über 40 verifizierten Internierungslagern in Xinjiang publiziert (DW Investigativ Projekt Uiguren: Umerziehungslager in China).

Im August 2016 übernahm Chen Quanguo, der sich in Tibet als Parteifunktionär hatte profilieren können, die Leitung der autonomen Region Xinjiang.
Nach Chens Ankunft rekrutierten die lokalen Behörden 2016 und 2017 mehr als 90.000 Polizisten – doppelt so viele wie in den vergangenen sieben Jahren – und legten 7300 streng bewachte Kontrollstellen in der Region an.
Mit der Kampagne „Familie werden“ startete die Regierung zu Beginn des Jahres 2017 Kontrollen in Häusern muslimischer Familien. Peking hat eine Liste mit 75 Merkmalen erstellt, an denen sich angeblich „religiöser Extremismus“ erkennen lasse: Aufrufe zum „Heiligen Krieg“ gelten als verdächtig, aber auch, wenn jemand „große Vorräte an Nahrung anlegt“ oder „Hanteln, Boxhandschuhe, Karten, Kompasse, Teleskope, Seile und Zelte ohne offensichtlichen Grund hortet“. Auch eine Reise ins Ausland oder die Verwendung der unter Uiguren beliebten Kommunikations-App „Zapya“ führt dazu, dass die Einwohner Xinjiangs als verdächtig gelten und damit interniert werden.
Internationale Medien bezeichneten die Provinzregierung in Xinjiang als „den umfangreichsten Polizeistaat der Welt“. So wurde eine DNA-Datenbank von uigurischen Einwohnern begonnen und ihnen der Reisepass entzogen. Wer sich der Aufforderung zur Abgabe des Reisepasses nicht beugt, dem wird eine Ausreise verweigert.
Die starke Überwachung der chinesischen Polizei in der Region Xinjiang ging einher mit dem Ausbau der technischen Massenüberwachung in der Republik und beschleunigte die Inhaftierung von Einheimischen. 2017 machte die Region 21 % aller Verhaftungen in China aus, obwohl weniger als 2 % der Bevölkerung der Volksrepublik in Xinjiang lebten.
Zudem begannen die Justiz- und andere Regierungsbehörden vieler Städte und Landkreise, eine Reihe von Beschaffungs- und Bauanträgen für die geplanten Lager und Einrichtungen zu veröffentlichen. In der gesamten Region Xinjiang wurden zunehmend massive Gefängnisse errichtet, in denen Hunderttausende Menschen aufgrund ihrer religiösen und ethnischen Zugehörigkeit inhaftiert sind. Diese Lager werden von Streitkräften oder regionalen Polizeien bewacht und sind mit gefängnisähnlichen Toren, Umfassungsmauern, Sicherheitszäunen, Überwachungssystemen, Wachtürmen, Wachräumen etc. ausgestattet und können daher nicht als „Berufsbildungszentren“ oder Ähnliches angesehen werden. Auch lokale Medien berichteten über diese neuen Einrichtungen und bezeichneten sie im Allgemeinen als „Trainingszentren für Extremismusbekämpfung“ oder „Trainingszentren für Bildung und Transformation“. Laut Human Rights Watch und The Guardian wurden bereits bestehende Schulen und andere Gebäude in staatlicher Hand für jene Zwecke umgerüstet.
Laut dem politischen Ökonomen Victor Shih von der University of California, San Diego waren die Masseninternierungen unnötig, da es keinen aktiven Aufstand gab. Es sei viel Geld für den Aufbau der verschiedenen Lager ausgegeben worden, das durch Korruption an Mitarbeiter der Politiker ging, die die Lager aufbauten.
War die Absicht der sogenannten Umerziehung offiziell eine Harmonisierung und friedenschaffende Maßnahme, wurde das Vertrauen in den chinesischen Staat durch die massenhafte Internierung bei jenen Uiguren, die nicht nur nichts getan haben, sondern Beispiele gelungener Integration waren, zerstört. Wissenschaftler sind der Ansicht, dass jene Teilnehmer an den Umerziehungsmaßnahmen, die nie nach Unabhängigkeit strebten, durch die Teilnahme an den Umschulungsmaßnahmen ihre Meinung über eine Unabhängigkeit ändern.

## Berichte über Haftbedingungen bzw. Menschenrechtsverletzungen
Von der uigurischen Menschenrechtsaktivistin und Politikerin Rebiya Kadeer, die seit 2005 im Exil lebt, verschwanden bis zu 30 Verwandte in den Lagern.
Am 13. Juli 2018 wurde Sayragul Sauytbay, eine Kasachen-Chinesin und ehemalige Angestellte des chinesischen Staates, vor ein Gericht in der Stadt Scharkent geladen, weil sie beschuldigt wurde, die Grenze zwischen den beiden Ländern illegal überschritten zu haben. Während des Prozesses sprach sie über ihre Zwangsarbeit in einem Umerziehungslager für 2.500 Kasachen. Ihr Anwalt glaubte, dass bei einer Auslieferung nach China die Todesstrafe für die Aufdeckung von Umerziehungslagern vor einem kasachischen Gericht verhängt würde. Am 1. August 2018 wurde Sayragul Sauytbay, die aus einem der chinesischen Umerziehungslager geflohen war, mit einer sechsmonatigen Bewährungsstrafe und der Anweisung freigelassen, sich regelmäßig bei der Polizei zu melden. Sie beantragte in Kasachstan Asyl, um nicht nach China abgeschoben zu werden. Kasachstan lehnte es ab, ihr Asyl zu gewähren. Am 2. Juni 2019 flog sie nach Schweden, wo sie politisches Asyl erhielt. Infolgedessen wurde eine Opferdatenbank erstellt, um öffentliche Aussagen über die in den Lagern inhaftierten Personen zu sammeln.
Im Januar 2018 wurde Abdurahman Hasan, ein uigurischer Geschäftsmann aus Kaschgar, von BBC News nach seiner Flucht in der Türkei interviewt. Er bat die chinesische Regierung darum, seine internierten Angehörigen zu erschießen, da er es nicht ertrage, dass sie weiter unter den menschenunwürdigen Haftbedingungen litten.
Kayrat Samarkand wurde für drei Monate in einem der „Umerziehungslager“ in der Region festgehalten, weil er das benachbarte Kasachstan besucht hatte. Nach seiner Freilassung berichteten er und weitere ehemalige Inhaftierte, Gehirnwäsche und Demütigung ausgesetzt gewesen zu sein, d. h. gezwungen worden zu sein, täglich stundenlang kommunistische Propaganda der Volksrepublik China zu studieren, die chinesische Nationalhymne und Lieder zum Wohle Xi Jinpings, des Generalsekretärs der Kommunistischen Partei, zu singen. In den Lagern sind Slogans an den Wänden der Gebäude zu sehen, die das Studium von Hochchinesisch fördern sollen.
Die muslimischen Gefangenen werden entgegen den Vorgaben ihres Glaubens gezwungen, Alkohol zu trinken und Schweinefleisch zu essen.
Personen, die Anweisungen nicht Folge leisten oder versuchen zu fliehen, werden den ehemaligen Inhaftierten zufolge in Handschellen gelegt und/oder bspw. per Waterboarding oder mit anderen Methoden gefoltert. Unabhängig von der Kooperationsbereitschaft der Inhaftierten kommt es zu sexuellem Missbrauch und anschließender Abtreibung oder Sterilisation. Die Inhaftierten werden gezwungen, ohne vorherige Aufklärung unbekannte Pillen einzunehmen. Ehemalige Inhaftierte berichteten von Suizidversuchen von Mitgefangenen sowie von Toten ohne geklärte Todesursache.
Manche Inhaftierte berichteten von Platzmangel: So seien in einem Lager über 50 Frauen in einem Raum untergebracht gewesen, der so klein war, dass die Insassen nur abwechselnd in Schichten auf dem Boden schlafen konnten.
Im Februar 2021 berichtete eine ehemalige Insassin, sie sei für mehr als zwei Jahre in einem Internierungslager gewesen, weil ihre Tochter, die sich in Paris befand, an einer Demonstration zur Autonomie Ostturkestans teilgenommen hatte. Die Mutter war eigener Aussage zufolge während der Internierungszeit mehrere Monate in einer Zelle untergebracht gewesen, in der ununterbrochen das Licht angeschaltet war.
Im Mai 2022 wurden mit den Xinjiang Police Files zehn Gigabyte an Dokumenten (Protokolle, Reden, Bilder, Tabellen) zu den Umerziehungslagern in Xinjiang geleakt, mit denen Opfer in den Lagern identifiziert und die Kontroll- und Repressionsmaßnahmen verdeutlicht wurden.

### Systematische Sterilisierungen und Schwangerschaftsabbrüche an Uiguren
Offiziell gilt die Ein-Kind-Politik in der Volksrepublik China als abgeschafft. Anfang Juli 2020 erschien ein Bericht des China-Experten Adrian Zenz von der Jamestown Foundation über die Geburtenentwicklung in Xinjiang zwischen 2015 und 2018. Diese war nach Auswertung von chinesischen Statistiken und Regierungsdokumenten im Schnitt um 24 Prozent eingebrochen, in zwei Präfekturen um 84 Prozent. Zenz führte in einem Interview mit dem Schweizer Radio und Fernsehen (SRF) weiter aus und sagte, die „Verhinderung von Geburten“ der Uiguren erfülle einige der Kriterien der UN-Völkermordskonvention. Somit stelle sich die Frage, ob es sich von einem „kulturelle[n] Genozid“ in einen „demografischen Genozid entwickelt“.
Laut im Juni 2020 durch Associated Press veröffentlichte Erfahrungsberichte ehemaliger Insassinnen, wurden Frauen in den Internierungslagern zu Schwangerschaftstests verpflichtet und ihnen Spiralen zur Empfängnisverhütung eingesetzt. Andere Frauen wurden zum Schwangerschaftsabbruch gezwungen. Außerdem seien anderweitige Körperverletzungen an Frauen begangen worden, bis ihre Menstruationen aussetzten. Ein Vater von sieben Kindern sei zu einer siebenjährigen Gefängnisstrafe verurteilt worden. Ein chinesischer Regierungssprecher beschuldigte westliche Medien nach Veröffentlichung dieser Berichte, falsche Informationen zu verbreiten.
Wurden im Jahr 2014 von allen Spiral-Einsetzungen (Verhütungseingriff) in der Volksrepublik China etwa 2,5 Prozent in Xinjiang vorgenommen, wurden im Jahr 2018 ca. 80 Prozent aller in China durchgeführten Spiral-Einsetzungen in Xinjiang vorgenommen; dabei lebt in Xinjiang nur etwa 1,8 Prozent der Gesamtbevölkerung Chinas (Stand 2020).
Laut den Regierungsdokumenten und Statistiken wurden im Jahr 2018 in Xinjiang 1,1 Prozent aller verheirateten Frauen im gebärfähigen Alter sterilisiert. Im Jahr 2019 waren für 34,3 Prozent jener gebärfähigen, verheirateten Frauen, die in der Stadt Hotan lebten und für 14,1 Prozent jener Frauengruppe, die in der Region Guma lebten, eine Sterilisation vorgesehen. Dies ergab laut Auswertung, dass 7000–7500 Frauen pro hunderttausend Einwohner in Hotan und 3000 Frauen pro hunderttausend Einwohner in Guma für Sterilisationen im Jahr 2019 vorgesehen waren.

## Mediale Rezeption
Am 15. Mai 2017 veröffentlichte die Jamestown Foundation, ein in Washington, D.C. ansässiges Institut, eine Liste von 73 ausgeschriebenen Regierungsaufträgen im Zusammenhang mit Umerziehungseinrichtungen.
Im Januar 2018 schätzte das von der US-Regierung finanzierte Radio Free Asia, dass zu jener Zeit im Regierungsbezirk Kaschgar 120.000 Uiguren in politischen Umerziehungslagern festgehalten wurden.
Am 1. November 2018 berichtete das International Cyber Policy Centre (ICPC) des Australian Strategic Policy Institute (ASPI) über mutmaßliche Lager an 28 Standorten. Am 29. November 2018 meldeten Reuters und Earthrise Media 39 mutmaßliche Lager.
Die China Daily berichtete im März 2018, dass der kommunistische Parteikader Wang Yongzhi wegen „schwerer Disziplinarverstöße“ entlassen wurde. Die New York Times erhielt eine Kopie von einem angeblichen Geständnis von Wang. Darin heißt es, er sei entlassen worden, weil er Uiguren zu nachsichtig gegenüber gewesen sei, einschließlich seiner Freilassung von 7000 Inhaftierten. Wang hatte seinen Vorgesetzten mitgeteilt, dass er besorgt sei, dass die Aktionen gegen die Uiguren Unzufriedenheit hervorrufen und in Zukunft zu größerer Gewalt führen würden.
Im November und Dezember 2018 veröffentlichte die Zeitschrift Bitter Winter drei Videos, von denen behauptet wurde, sie seien in zwei Lagern in Gulja, in der Region Yining entstanden. Die Videos zeigen die Gefängnisse und das Magazin behauptet, sie hätten bewiesen, dass die Lager Haftanstalten und keine „Schulen“ sind. Laut Business Insider stimmt ein Video von „Bitter Winter … mit den Beschreibungen ehemaliger Häftlinge und Zeugen anderer Haftanstalten in Xinjiang überein“.
Der Forscher Adrian Zenz schrieb im Juli 2019 im Journal of Political Risk, dass die Anzahl der in Umerziehungslagern in Xinjiang inhaftierten Personen spekulativ auf 1,5 Millionen begrenzt sei. Im November 2019 schätzte Zenz die Zahl der Internierungslager in Xinjiang auf über 1.000.
Rushan Abbas von Campaign for Uyghurs erklärte, die Handlungen der chinesischen Regierung stellten nach Definitionen der Vereinten Nationen, wie sie in der Genozid-Konvention festgelegt sind, Völkermord dar.
Am 16. November 2019 veröffentlichte die New York Times ein umfangreiches Leak (China Cables) von 400 Dokumenten, welche von einem Mitglied der chinesischen Regierung stammen. Der anonyme Regierungsbeamte, der als Whistleblower die Dokumente weitergab, tat dies mit der Hoffnung, dass die Offenlegung „Parteiführer, einschließlich Herrn Xi, daran hindern würde, der Schuld für die Massenhaft zu entgehen“.

## Internationale Reaktionen

Eine Besonderheit ist, dass sich islamisch geprägte Staaten wie auch die wichtigste überstaatliche islamische Organisation, die Organisation für Islamische Zusammenarbeit, nicht für die muslimischen Uiguren einsetzten, sondern das chinesische Vorgehen in Xinjiang befürworteten. Dies hängt laut der Ethnologin Susanne Schröter und dem Anthropologen Adrian Zenz damit zusammen, dass die Regierungen islamischer Länder selbst autoritär sind und Probleme mit ethnischen und religiösen Minderheiten haben. Der Machterhalt dieser Regimes sowie die Beziehungen mit China stehe für sie über der Religionsfreiheit und sie unterstützen andere Regimes, auf die das ebenfalls zutreffe, selbst wenn es sich bei den Minderheiten um Muslime handelt.

### Reaktionen von Staaten und Staatenverbünden

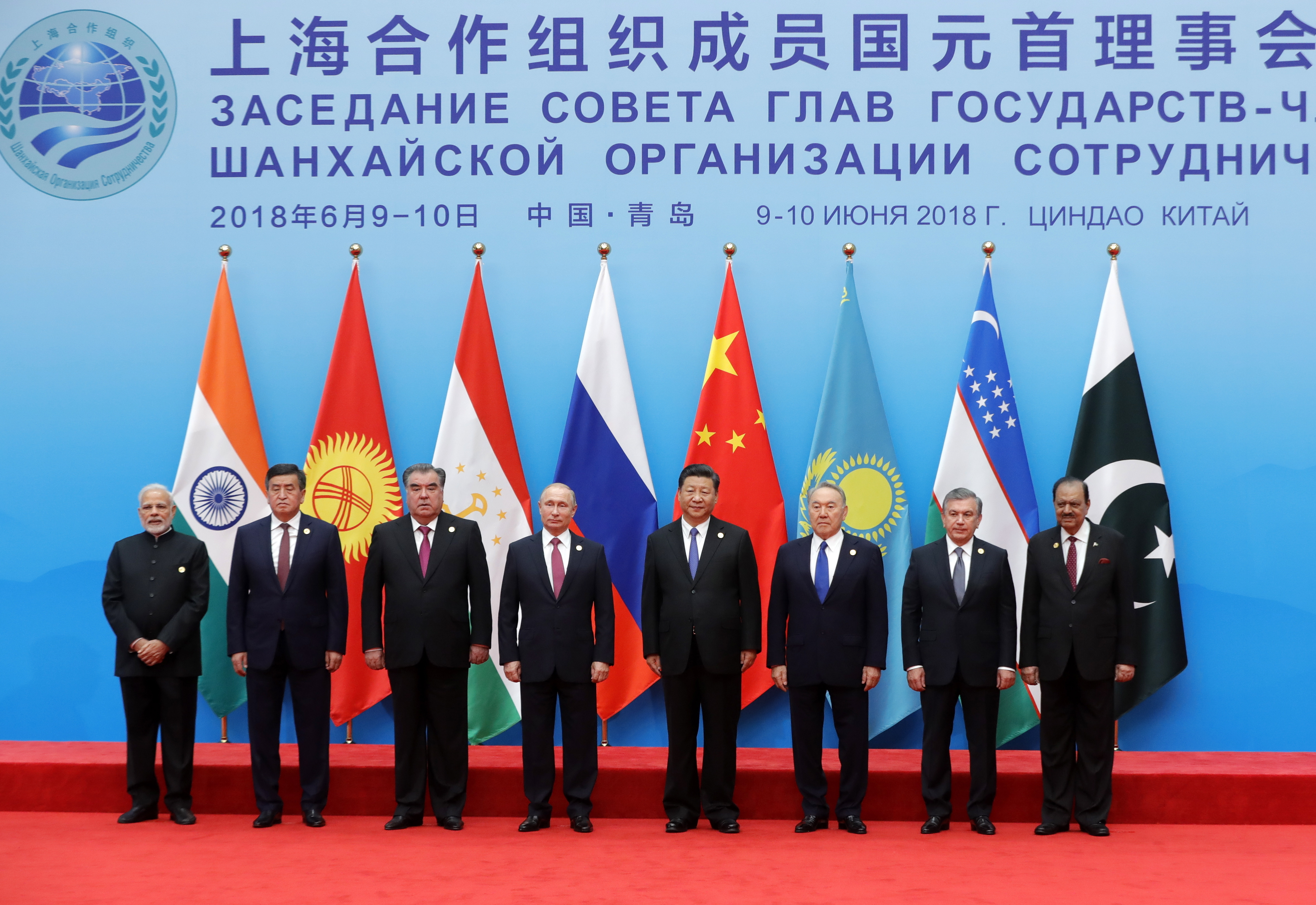
Die zentralasiatischen Staaten halten sich mit Kritik zurück oder befürworten die Internierungslager; im Bild: deren Staatschefs bei einem Gipfeltreffen der Shanghaier Organisation für Zusammenarbeit

2019 unterzeichneten die Botschafter von 23 Staaten einen Brief, in dem sie Chinas Massenhaft gegen die Uiguren und andere Minderheitengruppen verurteilten und die chinesische Regierung aufforderten, die Lager zu schließen.
Dagegen befürworteten mehr als 50 andere Staaten das Programm der chinesischen Politik in Xinjiang.
| Position      | Anzahl | Staaten |
| ------------- | ------ | --- |
| Dafür         | 37     | Algerien, Angola, Bahrain, Belarus, Bolivien, Burkina Faso, Burundi, Kambodscha, Kamerun, Komoren, Republik Kongo, Kuba, Demokratische Republik Kongo, Ägypten, Eritrea, Gabun, Kuwait, Laos, Myanmar, Nigeria, Nordkorea, Oman, Pakistan, Philippinen, Russland, Saudi-Arabien, Somalia, Südsudan, Sudan, Syrien, Togo, Vereinigte Arabische Emirate, Venezuela und Simbabwe |
| Dagegen       | 23     | Australien, Belgien, Dänemark, Deutschland, Estland, Finnland, Frankreich, Island, Irland, Japan, Kanada, Lettland, Litauen, Luxemburg, Niederlande, Neuseeland, Norwegen, Österreich, Spanien, Schweden, Schweiz, Vereinigtes Königreich, Vereinigte Staaten |
| Unentschieden | 5      | Bahrain, Kuwait, Katar, Tadschikistan, Turkmenistan |
| Insgesamt     | 65     | – |

Am 6. Oktober 2020 gab eine Gruppe von 39 Ländern eine Erklärung ab, darunter die USA, die meisten EU-Mitgliedstaaten, Albanien, Bosnien, Kanada, Japan, Haiti, Honduras, Australien und Neuseeland, um China wegen seiner Menschenrechtsverletzungen an ethnischen Minderheiten und wegen Freiheitsbeschränkungen in Hongkong anzuprangern.

#### Deutschland
Die Bundesregierung hat sich besorgt über die Schwächung der Menschenrechte geäußert, wurde aber auch dafür kritisiert, sich nicht aktiv genug dagegen einzusetzen. Einen Bericht zur Lage hält die Bundesregierung geheim.

#### Saudi-Arabien
- Im Februar 2019 verteidigte der saudi-arabische Kronprinz Mohammed bin Salman die Lager: „China hat das Recht, für seine nationale Sicherheit Maßnahmen zur Terrorismusbekämpfung und De-Extremisierung durchzuführen.“[3][165][166]

#### Türkei
Bereits seit den frühen 1950er Jahren hat der türkische Staat als einer der vehementesten Fürsprecher der Uiguren Tausende uigurische Flüchtlinge aufgenommen, die als Sprecher einer mit dem Türkischen eng verwandten Sprache und als muslimische Glaubensbrüder öffentliches Wohlwollen sowie behördliche Unterstützung in der Türkei genossen und oftmals die türkische Staatsbürgerschaft erhielten. Während der Unruhen in Xinjiang im September 2009 warf der türkische Staatspräsident Recep Tayyip Erdoğan der chinesischen Regierung schließlich einen „Genozid“ an den Uiguren vor. Als aber das Zerwürfnis der Türkei mit ihren traditionellen westlichen Bündnispartnern nach dem abgewehrten Putschversuch in der Türkei 2016 einen Höhepunkt erreichte, wobei der Türkei zunehmend repressive Maßnahmen nach der Niederschlagung des Militärputschversuchs vorgeworfen wurden und sie auch unter stärkeren wirtschaftlichen Druck geriet, vollzog sich unter dem türkischen Außenminister Mevlüt Çavuşoğlu seit Mitte 2017 bei der Suche nach alternativen Bündnispartnern im Rahmen einer außenpolitischen Diversifikationsstrategie eine Annäherung an China. Im Zuge dessen kam es auch zu einem Kurswechsel in der türkischen Regierungshaltung zur uigurischen Frage, die bis dahin die chinesisch-türkischen Beziehungen belastet hatte.
- Im Februar 2019 verurteilte der Sprecher des türkischen Außenministeriums China wegen „Verletzung der grundlegenden Menschenrechte der uigurischen Türken und anderer muslimischer Gemeinschaften in der autonomen Region Xinjiang“.[168][169]
- Im Juli 2019, als der türkische Präsident Erdoğan China besuchte, hoffte er, „dass die Menschen aller Ethnien in Xinjiang ein glückliches Leben inmitten der Entwicklung und des Wohlstands Chinas führen.“[170][171] Erdogan sagte auch, dass einige Menschen den Xinjiang-Konflikt „missbrauchen“ wollten, um die Türkei und die wirtschaftlichen Beziehungen Chinas zu gefährden.[172][173][174] Ab dem Jahr 2019 untersagte die Türkei weitgehend inländische Demonstrationen und politische Aktionen von Uiguren.[175][147]

#### Vereinigte Staaten
- Am 26. Juli 2018 bestätigte die Exekutivkommission des US-Kongresses (CECC), die die Entwicklung der Menschenrechte und der Rechtsstaatlichkeit in der Volksrepublik China bespricht, dass bis zu eine Million Menschen in sogenannten „politischen Umerziehungszentren“ gehalten werden.[176][177] Am Tag darauf veröffentlichten die US-Botschaft und das US-Konsulat in China eine Erklärung zur Förderung der Religionsfreiheit in China, in der die Inhaftierung von Hunderttausenden oder möglicherweise Millionen Uiguren und Angehörigen anderer muslimischer Minderheitengruppen im Rahmen der „politischen Umerziehung“ erwähnt wurde, und forderten die chinesische Regierung auf, alle willkürlich Inhaftierten unverzüglich freizulassen.[178]
- Am 11. September 2019 verabschiedete der US-Senat einstimmig ein auf die uigurische Minderheit bezogenes Gesetz (Uyghur Human Rights Policy Act), das die Beobachtung der Situation durch US-Behörden verlangt.[179]
- Im Dezember 2019 beschloss das US-Repräsentantenhaus unter dem Uyghur Human Rights Policy Act, Sanktionen gegen chinesische Politiker, Behörden und Unternehmen verhängen zu können, die für die Unterdrückung der muslimischen Volksgruppe in Xinjiang verantwortlich sind bzw. sich daran beteiligen.[180][181] Im Mai 2020 verabschiedete der Kongress der Vereinigten Staaten einen Entschluss, durch den US-Präsident Donald Trump aufgefordert wurde, Sanktionen zu erlassen.[182] Im Juni 2020 unterzeichnete der US-Präsident das Sanktionsgesetz, das die US-Regierung verpflichtet, Sanktionen gegen chinesische Regierungsvertreter, die für die Umerziehung verantwortlich sind, zu verhängen.[183]

#### Europäische Union
- Am 11. September 2018 sprach Federica Mogherini, die Hohe Vertreterin der Europäischen Union für Außen- und Sicherheitspolitik, die Umerziehungslager im Europäischen Parlament an: „Die größte Meinungsverschiedenheit, die wir mit China haben, betrifft die Menschenrechtssituation in China […] Wir haben uns auch auf die Situation in Xinjiang konzentriert, insbesondere auf den Ausbau der politischen Umerziehungslager. Und wir diskutierten die Inhaftierung von Menschenrechtsverteidigern, einschließlich besonderer Fälle.“[184]

#### Vereinte Nationen
- Am 10. August 2018 äußerten Menschenrechtsexperten der Vereinten Nationen Besorgnis über die Berichte, wonach China eine Million oder mehr ethnische Uiguren in Xinjiang inhaftiert habe.[185]
- Am 10. September 2018 forderte Michelle Bachelet, die Hohe Kommissarin für Menschenrechte, China auf, die Beschränkungen für sie und das Team ihres Büros zu lockern. Sie forderte China auf, Beobachter nach Xinjiang zuzulassen, und äußerte sich besorgt über die dortige Situation: „Der UN-Menschenrechtsausschuss hatte gezeigt, dass Uiguren und andere Muslime in Lagern in Xinjiang inhaftiert sind, und ich erwarte, dass bald Gespräche mit chinesischen Beamten beginnen.“[186]
- Am 31. August 2022 veröffentlichte Michelle Bachelet, wenige Minuten vor ihrem Amtszeitende als Hohe Kommissarin für Menschenrechte, einen UN-Bericht, der Vorwürfe von Folter und Misshandlung in den Umerziehungslagern als glaubhaft einstuft und Anhaltspunkte für Verbrechen gegen die Menschlichkeit in den Umerziehungslagern in Xinjiang sieht.[45][187][188]
- Im März 2023 äußerte sich Volker Türk der neue Hohe Kommissar für Menschenrechte vor dem Menschenrechtsrat der Vereinten Nationen besorgt über die Situation in Xinjiang: „In der Region Xinjiang hat [… man …] schwerwiegende Bedenken dokumentiert – insbesondere willkürliche Verhaftungen in großem Umfang und anhaltende Familientrennungen.“[189]

### Reaktionen von Organisationen
- Das Center for World Indigenous Studies bezeichnete die chinesische Xinjiang-Politik im Januar 2018 als „kulturellen Völkermord“.[190]
- Am 9. September 2018 veröffentlichte Human Rights Watch einen 117-seitigen Bericht mit dem (übersetzten) Titel Ausrottung ideologischer Viren: Chinas Kampagne zur Unterdrückung der Muslime in Xinjiang, in dem China der systematischen Massenhaft und Folter von zehntausenden Uiguren und anderen Muslimen beschuldigt wird. In dem Bericht wurden auch ausländische Regierungen aufgefordert, eine Reihe multilateraler und unilateraler Maßnahmen gegen China zu ergreifen, einschließlich „gezielter Sanktionen“ gegen die Verantwortlichen.[191][192][193][194] Die Organisation hatte bereits im September 2017 die chinesische Regierung aufgefordert, die Internierung zu beenden und die Lager zu schließen.[149]
- Am 1. März 2019 hat die Organisation für islamische Zusammenarbeit dagegen ein Dokument herausgegeben, in dem „die Bemühungen der Volksrepublik China gelobt werden, ihre muslimischen Bürger zu betreuen“.[142][143][144][145]

## Umgang und Verhalten innerhalb Chinas gegenüber den Internierungslagern und den internationalen Reaktionen
Die chinesische Regierung bestritt die Existenz von Umerziehungslagern in Xinjiang bis Oktober 2018, als sie deren Existenz bestätigte und als legitim betrachtete.
Als internationale Medien im Juni 2018 nach den Umerziehungslagern fragten, sagte das chinesische Außenministerium noch, dass es von dieser Situation „nichts gehört“ habe.
Am 10. August 2018 legten daraufhin etwa 47 chinesische Intellektuelle und Exilanten in einem Offenen Brief Berufung gegen das ein, was sie als „schockierende Menschenrechtsverletzungen in Xinjiang“ bezeichnen.
Am 12. August 2018 verteidigte die chinesische Boulevardzeitung Global Times das Vorgehen in Xinjiang, nachdem ein Antidiskriminierungsausschuss der Vereinigten Staaten Bedenken hinsichtlich der Behandlung von Uiguren durch China geäußert hatte. Laut der Global Times hat China Xinjiang daran gehindert, „Chinas Syrien“ oder „Chinas Libyen“ zu werden, und die Politik der lokalen Behörden habe unzählige Leben gerettet und eine „große Tragödie“ vermieden. Die Zeitung veröffentlichte am Tag danach einen weiteren Leitartikel mit dem Titel Xinjiang-Politik gerechtfertigt.
Am 13. August 2018 erklärte die Delegation aus China bei einem UN-Treffen in Genf gegenüber dem UN-Menschenrechtsausschuss: „Es gibt keine Umerziehungszentren in Xinjiang und es ist völlig falsch, dass China eine Million Uiguren inhaftiert hält.“ Eine chinesische Delegation erklärte: „Die Bürger von Xinjiang, einschließlich der Uiguren, genießen die gleiche Freiheit und die gleichen Rechte.“
Am 14. August 2018 sagte der Sprecher des Außenministeriums der Volksrepublik China, Lu Kang, auf die Reaktion des UN-Menschenrechtsausschusses vom 10. August, Anti-China-Kräfte hätten aus politischen Gründen falsche Anschuldigungen gegen China erhoben und einige ausländische Medien hätten die Diskussionen des Ausschusses falsch dargestellt und Chinas Maßnahmen zur Terrorismusbekämpfung und Kriminalitätsbekämpfung in Xinjiang nicht verstanden.
Am 21. August 2018 schrieb Liu Xiaoming, der Botschafter Chinas im Vereinigten Königreich, einen Artikel als Antwort auf einen Bericht der Financial Times mit dem Titel Crackdown in Xinjiang: Where have all the people gone?: „Die von der lokalen Regierung von Xinjiang ergriffenen Maßnahmen zur allgemeinen und beruflichen Bildung haben nicht nur die Infiltration von religiösem Extremismus wirksam verhindert und denjenigen geholfen, die sich in extremistischen Ideen verirrt haben, sich wieder zurechtzufinden, sondern ihnen auch eine berufliche Ausbildung gegeben, um ein besseres Leben aufzubauen.“
Am 10. September 2018 verurteilte der Sprecher des chinesischen Außenministeriums, Geng Shuang, einen von Human Rights Watch herausgegebenen Bericht über die Umerziehungslager: „Diese Organisation war schon immer voller Vorurteile und verzerrender Tatsachen über China.“ Geng fügte hinzu: „Xinjiang genießt eine allgemeine soziale Stabilität, eine solide wirtschaftliche Entwicklung und ein harmonisches Zusammenleben verschiedener ethnischer Gruppen. Die in Xinjiang durchgeführten Maßnahmen sollen die Stabilität, Entwicklung, Solidarität und den Lebensunterhalt der Menschen verbessern und zugleich in Einklang mit Recht und Gesetz ethnische separatistische Aktivitäten und Gewalt- und Terrorverbrechen unterbinden, die nationale Sicherheit wahren sowie Leben und des Eigentum der Menschen schützen.“
Am 11. September 2018 forderte China die UN-Menschenrechtschefin Michelle Bachelet auf, „seine Souveränität zu respektieren“, nachdem sie China aufgefordert hatte, Beobachtern die Einreise nach Xinjiang zu gestatten. Der Sprecher des chinesischen Außenministeriums, Geng Shuang, sagte: „China fordert den Hohen Kommissar der Vereinten Nationen für Menschenrechte nachdrücklich auf, die Mission und die Grundsätze der UN-Charta genauestens einzuhalten, die Souveränität Chinas zu respektieren, seine Pflichten fair und objektiv wahrzunehmen und nicht einseitig zuzuhören.“
Im März 2019 bestritt der Gouverneur von Xinjiang, Shohrat Zakir, vor dem Hintergrund der von den USA verhängten Sanktionen gegen Chen Quanguo, den höchsten Beamten der Kommunistischen Partei in der Region, die Existenz der Lager.
Am 18. März 2019 veröffentlichte die chinesische Regierung ein Weißbuch über die Bekämpfung des Terrorismus und die Entradikalisierung in Xinjiang. Darin heißt es: „Als Rechtsstaat respektiert und schützt China die Menschenrechte gemäß den Grundsätzen seiner Verfassung.“ Das Weißbuch behauptet auch, in Xinjiang habe es seit mehr als zwei Jahren keine gewaltsamen Terroranschläge mehr gegeben, die Durchdringung durch Extremisten sei wirksam gebremst worden und die soziale Sicherheit habe sich erheblich verbessert.
Im Juli 2019 veröffentlichte die chinesische Regierung ein weiteres White Paper, in dem es heißt: „Das Volk der Uiguren hat den Islam nicht von sich aus angenommen …, sondern er wurde ihm durch Religionskriege und die herrschende Klasse aufgezwungen.“ In einer Stellungnahme der Global Times vom selben Monat wurde behauptet, dass in den Umerziehungslagern „die fortgeschrittene Version der normalen Sozialregierung“ angewendet wurde und der Prozess „der Sieg aller Chinesen, einschließlich der Xinjianger“ ist.
Nachdem ein chinesischer Regierungsbeamter mit den China Cables ein 403-seitiges Dokument über die Xinjiang-Politik anonym als Whistleblower veröffentlicht und die New York Times am 16. November 2019 darüber berichtet hatte, gab das chinesische Außenministerium bekannt, dass es sich dabei um eine interne Angelegenheit Chinas handele und ein stabiles und prosperierendes Xinjiang die beste Antwort auf die verleumderischen Berichte seien.
Als Reaktion auf das von den USA beschlossene Uyghur Human Rights Policy vermeldete der Gouverneur von Xinjiang, Shohrat Zakir, im Dezember 2019, dass die ersten Absolventen der Bildungszentren ihre Berufsabschlüsse erhalten haben und nun „die Freiheit hätten, zu kommen und zu gehen“. Außerdem würden sich laut Zakir die politischen Maßnahmen in Xinjiang nicht von den Antiterrormaßnahmen der Vereinigten Staaten unterscheiden.

## Rundfunkberichte und Reportagen
- Steffen Wurzel: Deutsche Unternehmen in Xinjiang: Zwangsarbeit? „Hier keine Hinweise“. In: Tagesschau.de. 15. Juli 2021.
- Reporter – Drangsaliert: China und seine Muslime. (YouTube-Video – 12:04 min.) In: Deutsche Welle (DW). September 2018.
- Alexandra Ma: Mann in China festgenommen, weil er seine Uhr nicht umgestellt hat. Wird als eine Form des Widerstands gegen die Gesetzliche Zeit in China angesehen. In: businessinsider.de. Business Insider Deutschland GmbH, 10. September 2018.
- GfbV erklärt: Uiguren und Kasachen in China. (YouTube-Video – 4:23 min.) In: Gesellschaft für bedrohte Völker (GfbV). Oktober 2018.
- Kasachstan: Chinas Kampf gegen die Minderheiten. (YouTube-Video – 6:41 min.) In: Weltspiegel. Das Erste, Januar 2019.
- Birgit Virnich: Kasachen in China: Umerziehung im Arbeitslager. (Video – 3:48 min.) In: tagesschau.de. Januar 2019.
- Muslime müssen in chinesischen Lagern Schweinefleisch essen. (YouTube-Video – 1:32 min.) In: Agence France-Presse. März 2019.
- China: Die Uiguren – ein Volk in Gefahr. (YouTube-Video – 24:24 min.) In: arte Reportage. ARTE, Mai 2019.
- Uiguren-Kinder – aus elterlicher Obhut in staatliche Umerziehung. (PlaySRF-Video – 5:27 min.) In: 10vor10. Schweizer Radio und Fernsehen (SRF), September 2019.
- "Kultureller Genozid": Chinas Umgang mit den Uiguren. (YouTube-Video – 1:49 min.) In: euronews. November 2019.
- China Cabels: Wer sind die Uiguren? (YouTube-Video – 11:54 min.) In: Weltspiegel. Das Erste, November 2019.
- Geheime Dokumente: Leak zu „Uiguren-Lagern“. (YouTube-Video – 2:16 min.) In: Zapp. NDR, November 2019.
- Angst vor Chinas Lagern – Uiguren im türkischen Exil. (Video – 4:18 min.) In: Deutsche Welle (DW). Dezember 2019.
- So unterdrückt China die Uiguren. (YouTube-Video – 5:49 min.) In: ttt – titel, thesen, temperamente. Das Erste, Dezember 2019.
- Uigurin berichtet von chinesischem Camp: wie Konzentrationslager. (YouTube-Video – 1:32 min.) In: euronews. Januar 2020.
- Luise Sammann: „Die Uiguren sollen ihrer Identität beraubt werden“. Interview mit der Sinologin Kristin Shi-Kupfer. In: Qantara.de. Deutsche Welle (DW), 27. Januar 2020.
- Inhaftierte Uiguren: Aus diesen Gründen steckt China sie wirklich in Lager. (YouTube-Video – 2:34 min.) In: tagesschau. Das Erste, Februar 2020.
- Neue Beweise für Uiguren-Umerziehungslager in China. (YouTube-Video – 9:19 min.) In: Deutsche Welle (DW). Februar 2020.
- Rune Steenberg: Knecht und Ordnung. Zur Lage der Uiguren in China. In: magazin.zenith.me. zenith, 28. Februar 2020.
- Westliche Unternehmen profitieren von Uiguren-Zwangsarbeit in China. In: Agence France-Presse. 2. März 2020.
- Zwangsarbeit in China: Inwieweit profitieren ausländische Konzerne? In: RedaktionsNetzwerk Deutschland (RND). 6. März 2020.
- China: Scheinprozesse in Uiguren-Straflagern. (YouTube-Video – 6:52 min.) In: Deutsche Welle (DW). Juni 2020.
- Robin Barnwell: Undercover in China: Die Unterdrückung der Uiguren, WDR Die Story. Die Unterdrückung der Uiguren 43:26 Min.
- China und die Uiguren - Unterdrückung in Xinjiang. Video, 44 Min. ZDFinfo
- Ulf Röller, Stefanie Schoeneborn: Chinas Völkermord, (Auslandsjournal, ZDF 22 Minuten)
- Deutsche Welle: UN-Bericht wirft China „schwere Menschenrechtsverletzungen“ in Xinjiang vor auf YouTube, 1. September 2022 (Laufzeit: 6:50 min.).